# Homogrypinus oblongulus
Homogrypinus oblongulus is een keversoort uit de familie molmkogeltjes (Corylophidae). De wetenschappelijke naam van de soort werd in 1908 gepubliceerd door Edmund Reitter.